# Boonville (New York, város)
Boonville város az USA New York államában, Oneida megyében. Lakosainak száma 4518 fő (2020. április 1.).

## Népesség
A település népességének változása:

| 2010 | 2 072 |
| 2020 | 4 518 |